# Ernst Heinrich Karl von Dechen
Ernst Heinrich Karl von Dechen (25 de marzo de 1800 - 15 de febrero de 1889) fue un geólogo alemán.

## Semblanza
Dechen nació en Berlín, y se educó en la Universidad Humboldt de la misma ciudad. Posteriormente estudió minería en Bochum y Essen, y en 1820 ingresó en el departamento minero del estado de Prusia, perteneciendo al personal de la institución hasta 1864. Trabajó como profesor en la Universidad de Berlín entre 1834 y 1841, después de lo que pasó a ser director del Departamento Minero de Prusia radicado en Bonn.
En sus primeros años realizó viajes para estudiar los sistemas mineros de otros países, y con este objeto visitó Inglaterra y Escocia en compañía de Karl von Oeynhausen (1797-1865). En el curso de su trabajo prestó especial atención a la formación carbonífera de Westfalia y de Europa del norte en general, promoviendo el progreso en los trabajos mineros y metalúrgicos en la Prusia Renana.
Hizo numerosas contribuciones a la literatura geológica; siendo destacables los trabajos siguientes:
- Geognostische Umrisse der Rheinländer zwischen Basel und Mainz mit besonderer Rücksicht auf das Vorkommen des Steinsalzes (Descripción Geognóstica de la zona del Rhin entre Basilea y Maguncia, con especial referencia a la aparición de la sal de roca) (con von Oeynhausen y La Roche), 2 vols. (Berlín, 1825).
- Geognostische Führer in das Siebengebirge am Rhein (Guía Geognóstica de Siebengebirge en el Rhin ) (Bonn, 1861)
- Die nutzbaren Mineralien und Gebirgsarten im deutschen Reiche (Recursos Minerales y Rocas en el Imperio Alemán) (1873)

El trabajo que le dio el más el renombre fue un mapa geológico de la Prusia Renana y Westfalia en 35 láminas a escala 1-80.000, publicado con dos volúmenes de texto explicativo (1855-1882). También editó un pequeño mapa geológico de Alemania (1869).
Murió en Bonn en 1889.

## Reconocimientos
- El cráter lunar Dechen lleva este nombre en su honor.

## Lecturas relacionadas
- Koch, M. (1970–80). "Dechen, Heinrich von". Diccionario de Biografía Científica 3. Nueva York: Charles Scribner Hijos. pp. 623–624. ISBN 978-0-684-10114-9.